# Tektronix
Tektronix is een Amerikaans bedrijf dat test- en meetapparatuur produceert. Het bedrijf staat op de 2de plaats na Keysight Technologies (vroegere Agilent) in oscilloscopen. De hoofdvestiging bevindt zich in Beaverton (Oregon) in de Verenigde Staten.
Tektronix maakt deel uit van de Danaher Corporation. De firma Keithley Instruments is onderdeel van Tektronix.
Concurrenten zijn Agilent, LeCroy en Rigol.

## Producten
Tektronix brengt de volgende producten op de markt:
- oscilloscopen
- logic analyzers
- bit error rate testers
- signaalgeneratoren
- spectrumanalyzers
- digitale multimeters
- protocolanalyzers
- power analyzers
- voedingen
- frequentietellers
- RF vermogensmeters

Er is niet altijd een scherpe scheidslijn tussen de producten. Zo werd in 2014 de MDO3000 op de markt gebracht. Dit apparaat verenigt de functies van oscilloscoop, spectrumanalyzer, functiegenerator, protocolanalyzer, logic analyzer en digitale voltmeter.

Diverse producten (2014)
Digitale oscilloscopen (2014)
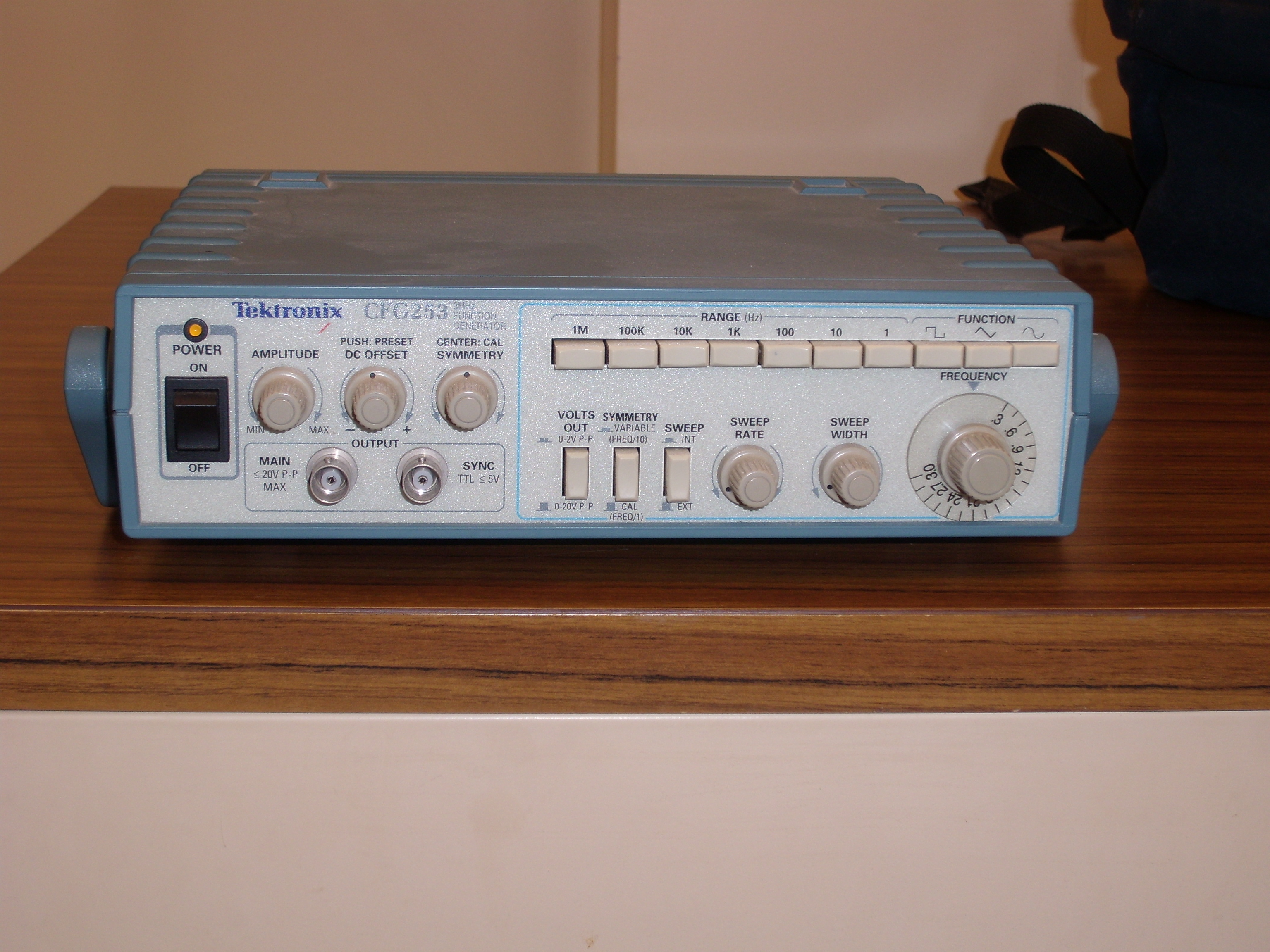
3 MHz functiegenerator (1996)
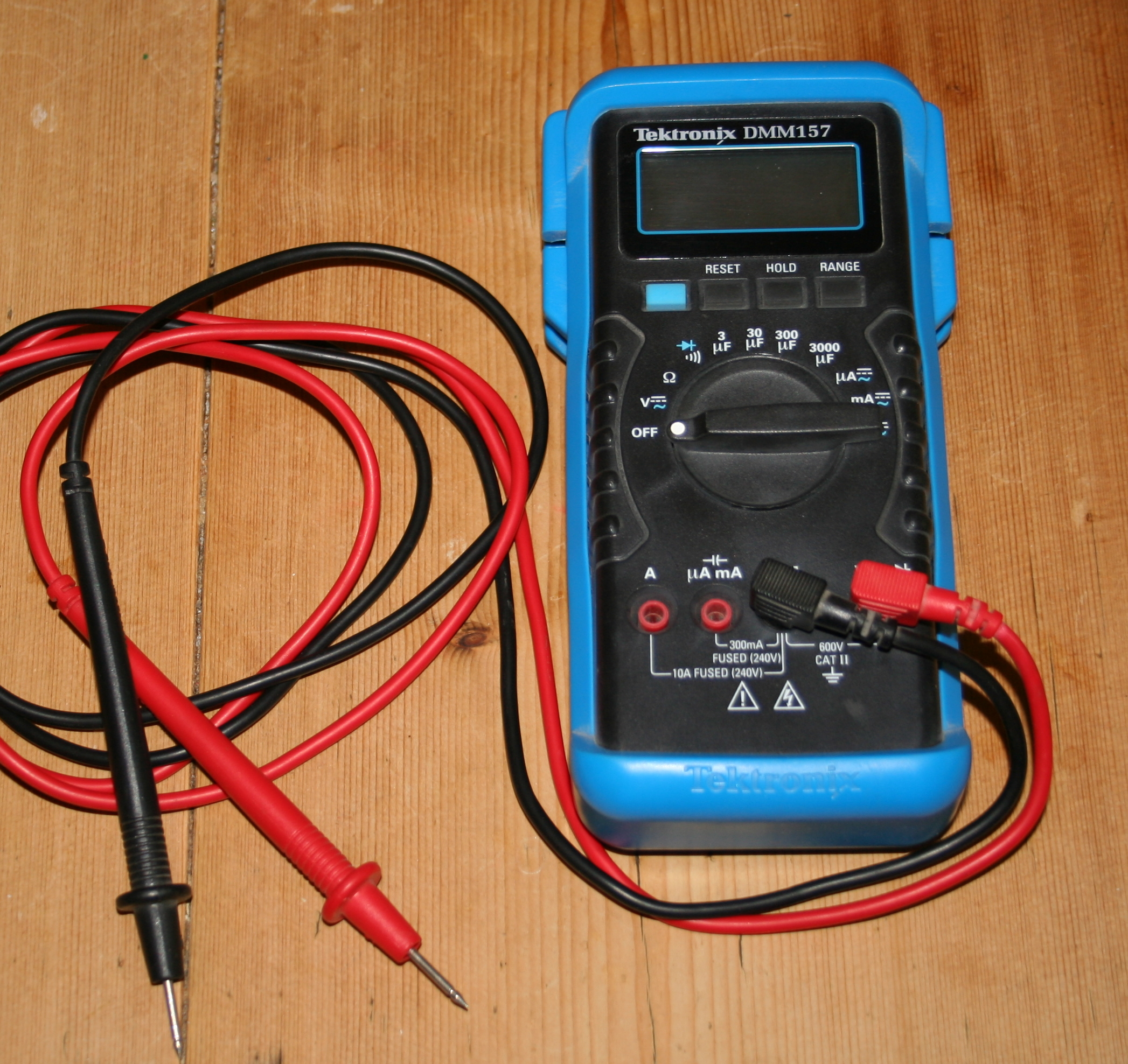
Digitale multimeter DMM157
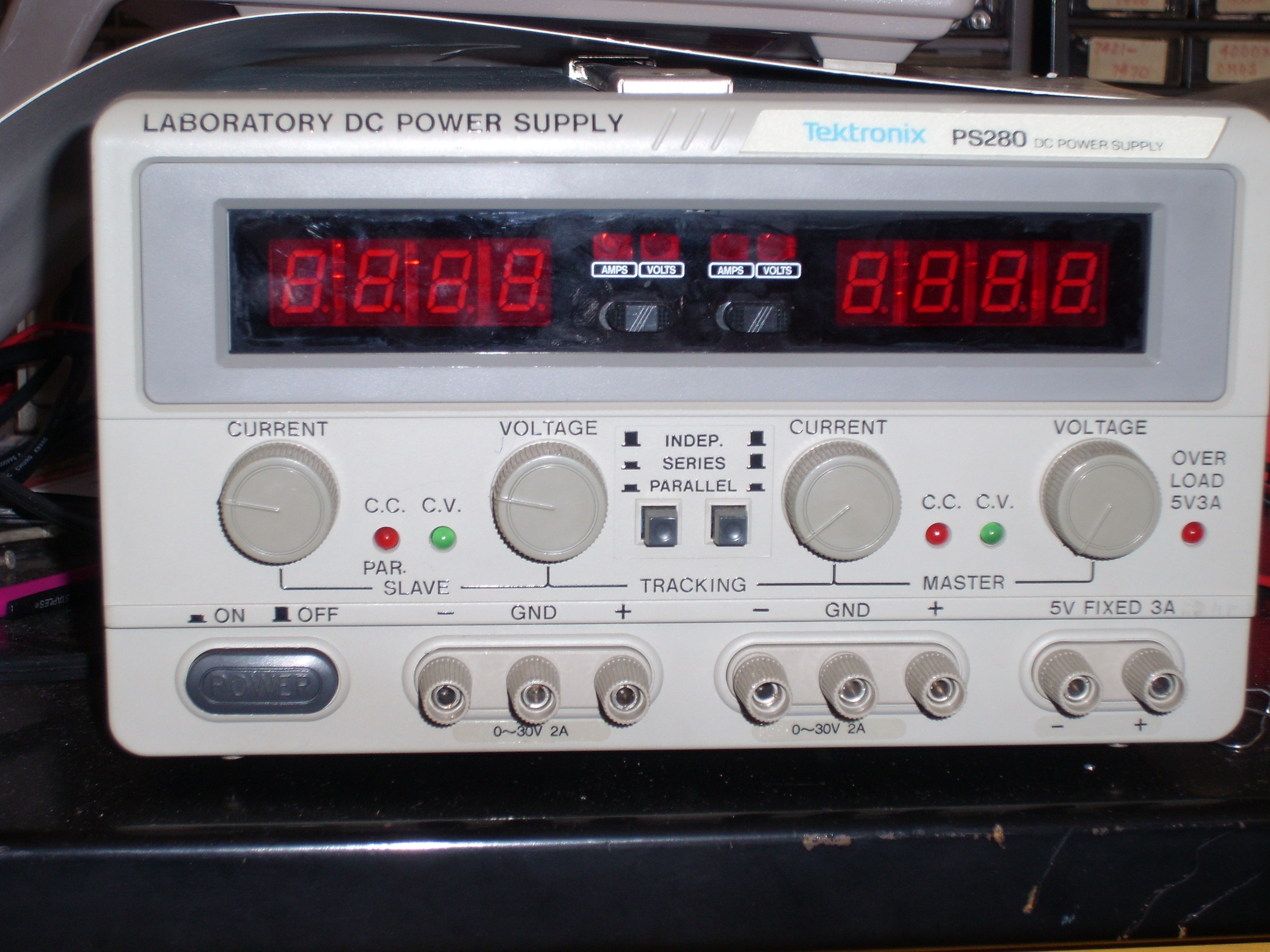
Laboratoriumvoeding PS280 (1991)
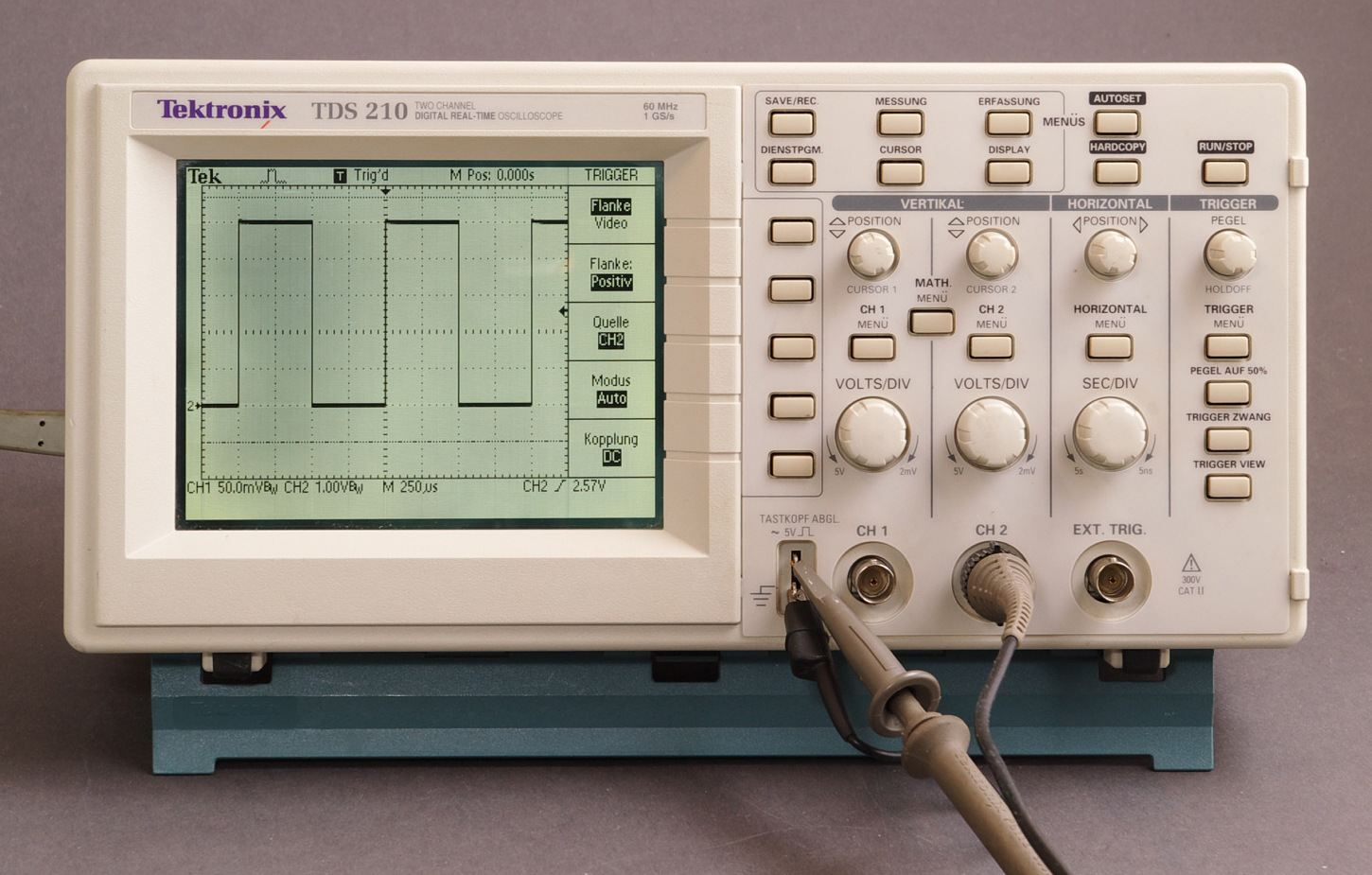
Digitale oscilloscoop TDS210

## Historie

### 1946 – 1954
Tektronix werd in 1946 opgericht door Melvin J. "Jack" Murdock en Howard Vollum, samen met Miles Tippery en Glenn McDowell. Vollum had gediend in het United States Army Signal Corps, waar hij had bijgedragen een grote verbeteringen aan oscilloscopen, nadat hij eerder, voor de oorlog, radio's had gerepareerd achter in een winkel van Murdock. De andere drie waren veteranen van de United States Coast Guard. Murdock had daar radio-onderhoud gedaan.
In 1945 begonnen zij met het voorbereiden van de oprichting van een nieuw bedrijf dat elektronische producten en instrumenten zou gaan maken, in het bijzonder oscilloscopen. Ze voorzagen een klein bedrijf waarin iedereen elkaar kende, en waarmee zij hun gezinnen konden onderhouden. Geen der oprichters voorzag een grote vraag naar oscilloscopen. Om de opstartkosten op te kunnen brengen begonnen ze een verkoop- en onderhoudsbedrijf voor elektronica, "Hawthorne Electronics".
Het bedrijf werd formeel op 2 januari 1946 opgericht. Vollum werd president en Murdock vice president. In de eerste maand heette het bedrijf "Tekrad" maar al na enkele weken werd de naam veranderd omdat er in Californië al een bedrijf bestond met de naam TechRad (Technical Radio Company). Ze maakten gebruik van surplusonderdelen die na de Tweede Wereldoorlog beschikbaar kwamen, en Vollum ging werken aan oscilloscopen in de kelder van zijn ouderlijk woonhuis. De voornaamste oscilloscoopfabrikant was toen DuMont.
Vollum en Murdock borduurden voort op het werk van Karl Ferdinand Braun, uitvinder van de oscilloscoop, van een halve eeuw eerder. Zij brachten in 1947 hun eerste oscilloscoop op de markt. Die was voorzien van "triggering". Daarmee werd het mogelijk om de golfvorm van een periodiek elektrisch signaal als een stilstaand beeld op het scherm te zien. Dat was niet geheel nieuw (de DuMont 248 uit 1945 was er ook mee uitgerust).
Het eerste model, de 511, ging in 1947 in productie. Het was een gekalibreerd apparaat met goede bandbreedte, goedkoop, en veel nauwkeuriger dan alle andere die te koop waren. Het eerste exemplaar werd in mei 1947 verkocht de University of Oregon Medical School. De vraag overtrof de verwachtingen en het bedrijf kon de vraag niet bijhouden. De omzet van het bedrijf in 1947 was 27000 dollar; een jaar later 257000 dollar, bijna tien keer zoveel. Onder de klanten waren de meeste grote elekronicabedrijven, zoals Hewlett-Packard, Philco Radio Corporation, RCA Laboratories Division, Westinghouse Electric Company en AT&T Bell Laboratories. In 1948 werd de eerste oscilloscoop verkocht buiten de VS, aan telefoonbedrijf Ericsson in Zweden.
In 1950 maakte Tektronix de zevende generatie van hun oscilloscopen, de 517. De wachtlijst was 6 maanden tot een jaar, en de omzet lag boven 1 miljoen dollar.
De groei van het bedrijf werd mede mogelijk gemaakt door de explosieve groei in ontwikkeling en gebruik van elektronica, met name voor luchtvaart, telecommunicatie en militaire doeleinden. Daaronder ook onderzoek aan kernbommen: de eerste explosie van een waterstofbom werd enkele dagen opgehouden door een storing in de gebruikte Tektronix-oscilloscopen.
Murdock verloor aan interesse in bedrijfsleiding. Vollum niet; hij was een inspirerend leider. Onder zijn leiding begon het bedrijf zelf met de productie van componenten, omdat Vollum de verkrijgbare niet goed genoeg vond. Dit was een riskante onderneming waar het bedrijf aan ten onder had kunnen gaan. Het bleek echter een juiste beslissing. In 1949 begon men om zelf transformatoren te maken. Reden was dat de 511 geplaagd werd door slechte transformatoren die elders werden gekocht. Begin 1950 begon men ook met eigen beeldbuizen; die werden tot dan toe gekocht van concurrenten RCA en DuMont. Later maakte men ook zelf weerstanden.

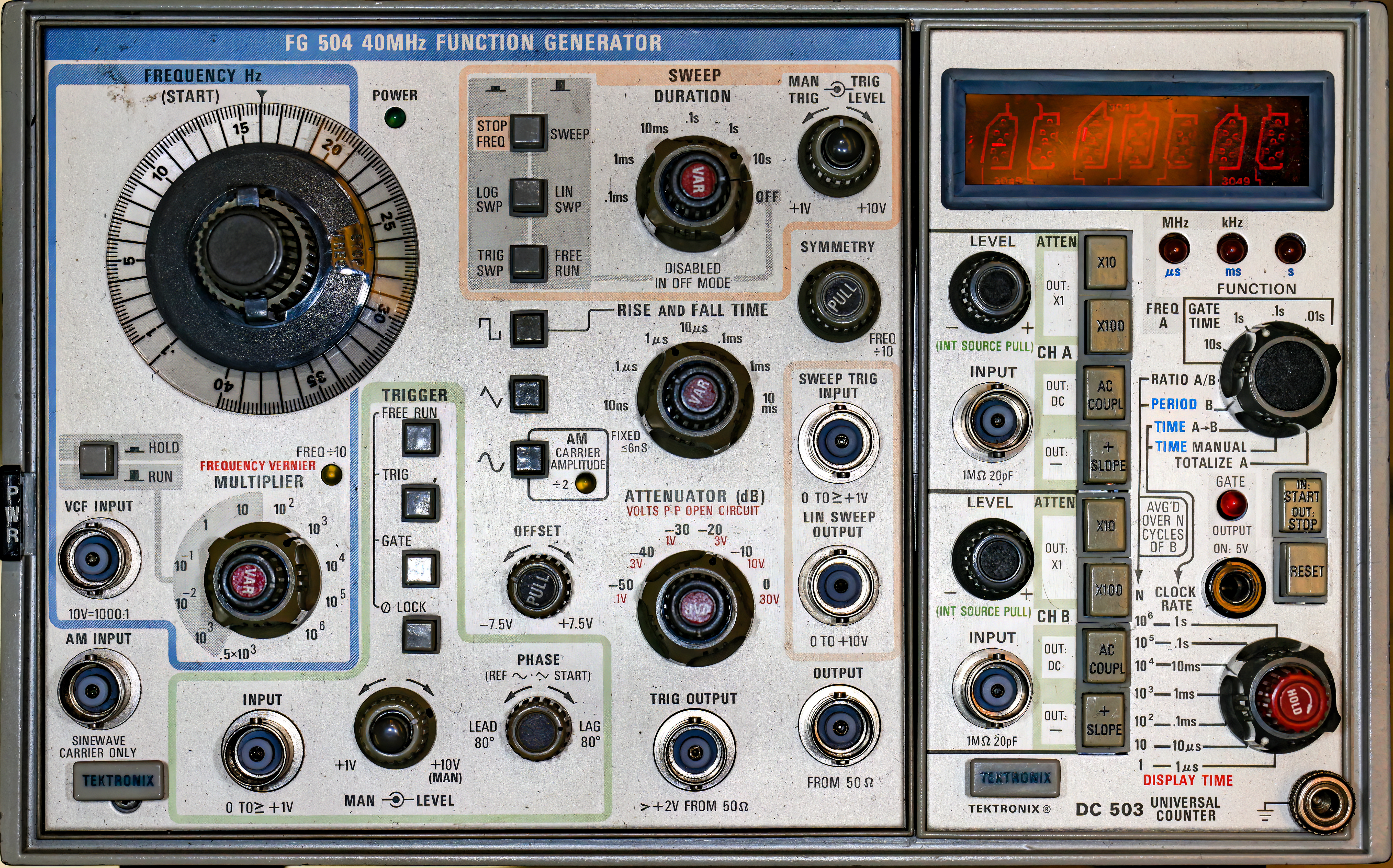
Insteekmodules (plug-ins) FG504 (functiegenerator) en DC503 (frequentiemeter) (1954)

In 1954 bracht men de "plug-in"-oscilloscoop op de markt, de 530-reeks: een apparaat dat door insteekmodules kon worden aangepast aan de behoeften van de gebruiker. Dit werd meteen een succes. De 530 was goed voor de helft van het aantal verkochte oscilloscopen. Er waren insteekmodules met functies voor horizontale sweep, verticale ingangen, spectrumanalyse, kabeltesten en transistor curve tracer. Ook de delayed trigger deed zijn intrede. De 535-reeks was zo flexibel en van dermate goede kwaliteit dat ze gestaag verkocht werd gedurende 22 jaar.
Het bedrijf groeide in de jaren 1950 uit tot de grootste hightechwerkgever in de regio, en de grootste producent van oscilloscopen en andere elektronische items ter wereld.
Onderzoeksinstituten, overheidslaboratoria en hightechbedrijven zagen de innovatieve kracht van het bedrijf.
In de jaren 1950 kreeg de bedrijfscultuur vorm: respectvolle behandeling van werknemers, elkaar kennen bij de voornaam, geen extraatjes voor leidinggevenden (ook geen gereserveerde parkeerplaatsen), gratis koffie, informele kleding. De lonen waren lager dan bij andere bedrijven in de regio, maar het bedrijf zorgde voor de ziektekostenverzekering en deed o.a. aan winstdeling. Er was veel vrijheid, ook voor het volgen van persoonlijke interesse.

### 1955 - 1969
In 1956 werd DuMont gepasseerd en werd Tektronix marktleider. De omzet steeg en kwam in 1960 uit op 43 miljoen dollar.
Het bedrijf verhuisde naar een "campus" van 120 hectare in Beaverton.
Van 1954 tot 1958 was Bob Davis als vice president verantwoordelijk voor alle fabricage. Hij begon structuur aan te brengen in het snelgroeiende bedrijf. Oudgedienden namen hem dat niet in dank af.
In 1962 naam Vollum het roer weer over. In dat jaar werd de eerste buitenlandse vestiging opgericht. In 1963 ging het bedrijf naar de beurs; in 1964 kreeg het een notering aan de beurs van New York.
Het bedrijf trok met haar goede naam mensen aan uit de hele wereld. Eind jaren 1950 werd een uitgebreid intern opleidingsprogramma gestart waaraan tussen 1965 en 1972 jaarlijks gemiddeld 6000 werknemers deelnamen. Voortdurende scholing van alle medewerkers was een centraal punt uit het personeelsbeleid.
De verkoop groeide van 1,2 miljoen dollar in 1951 tot 31 miljoen dollar in 1959. Het aantal werknemers was 16 in 1947, 109 in 1950 en 3515 in 1960. In de jaren 1960 en 1970 werden vestigingen voor productie en verkoop in Europa en Japan opgezet (o.a een fabriek in Heerenveen). Daaronder was een joint venture met Sony, actief op de Japanse markt: "Sony/Tektronix".
Tegen het eind van de jaren 1960 werd duidelijk dat het riskant was dat het bedrijf voornamelijk op één product dreef. Door het toenemend gebruik van computertestprogramma's werd de behoefte aan oscilloscopen kleiner. Een poging om programmeerbare rekenmachines op de markt te brengen mislukte door gebrek aan marketingkennis - die had het bedrijf niet opgebouwd, want de oscilloscopen hadden tot dan toe zichzelf verkocht.

### 1970 - 1985

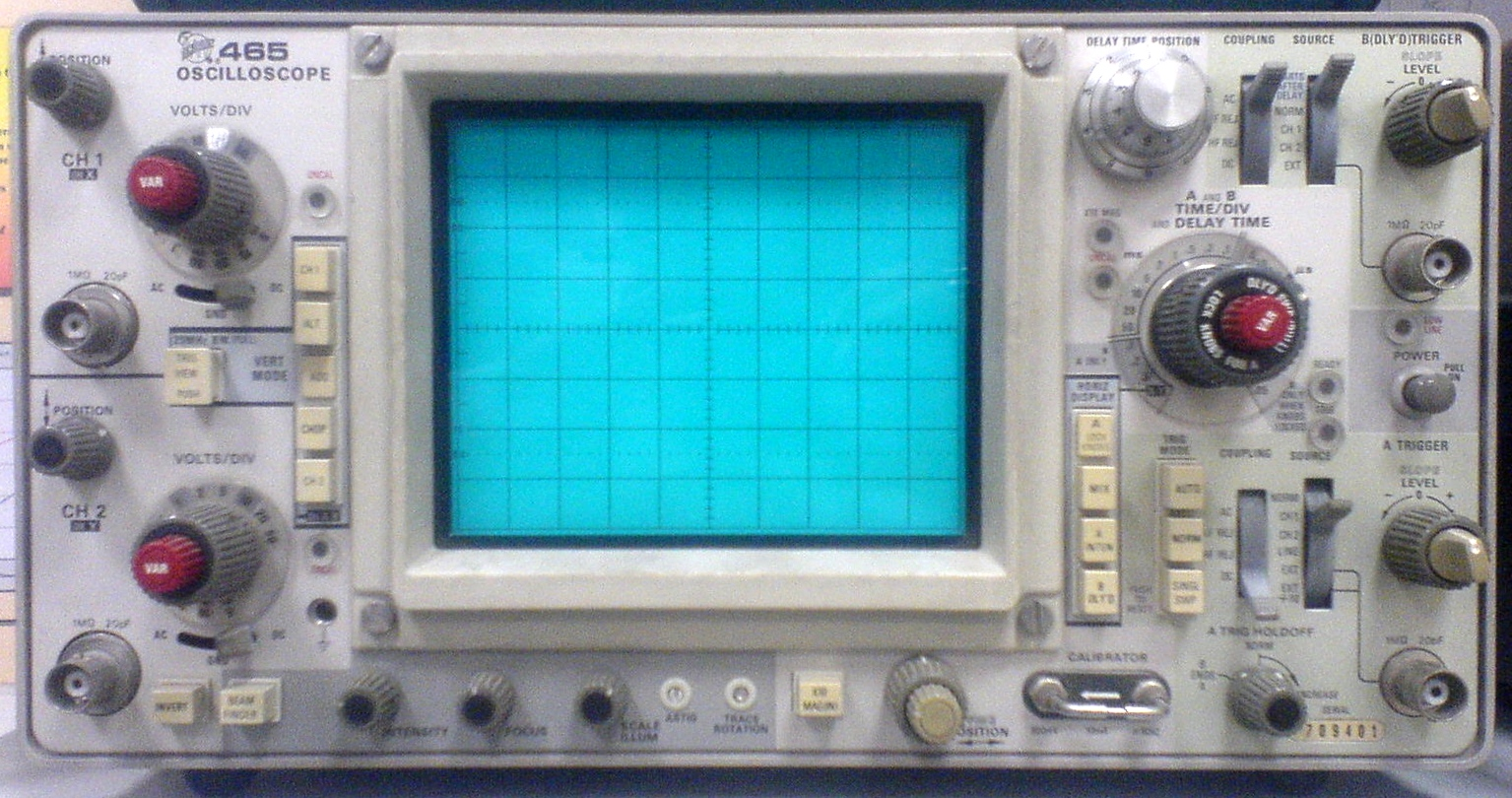
Oscilloscoop type 465 (1973-1983)

Begin jaren 1970 werden compleet nieuwe (analoge) oscilloscopen geïntroduceerd: de 5000- en 7000-reeks. Deze hadden nog steeds insteekmodules, maar het aantal beschikbare modules was veel groter. Er werd gebruikgemaakt van speciaal ontworpen ICs en beeldbuizen met rechthoekig scherm van eigen productie.
In 1971 daalde de omzet dramatisch, met 34,7 procent. Opnemen van onbetaald verlof door medewerkers bracht onvoldoende soelaas, en in de herfst vielen de eerste ontslagen in de geschiedenis van het bedrijf.
Murdock leefde een teruggetrokken leven in Vancouver tot zijn dood, op 53-jarige leeftijd, in 1971. Hij kwam om het leven bij een vliegtuigongeluk. Zijn stoffelijk overschot werd nooit gevonden.
Twee weken later kreeg Vollum een hartaanval.  Hij herstelde, maar trad in 1972 terug als president.

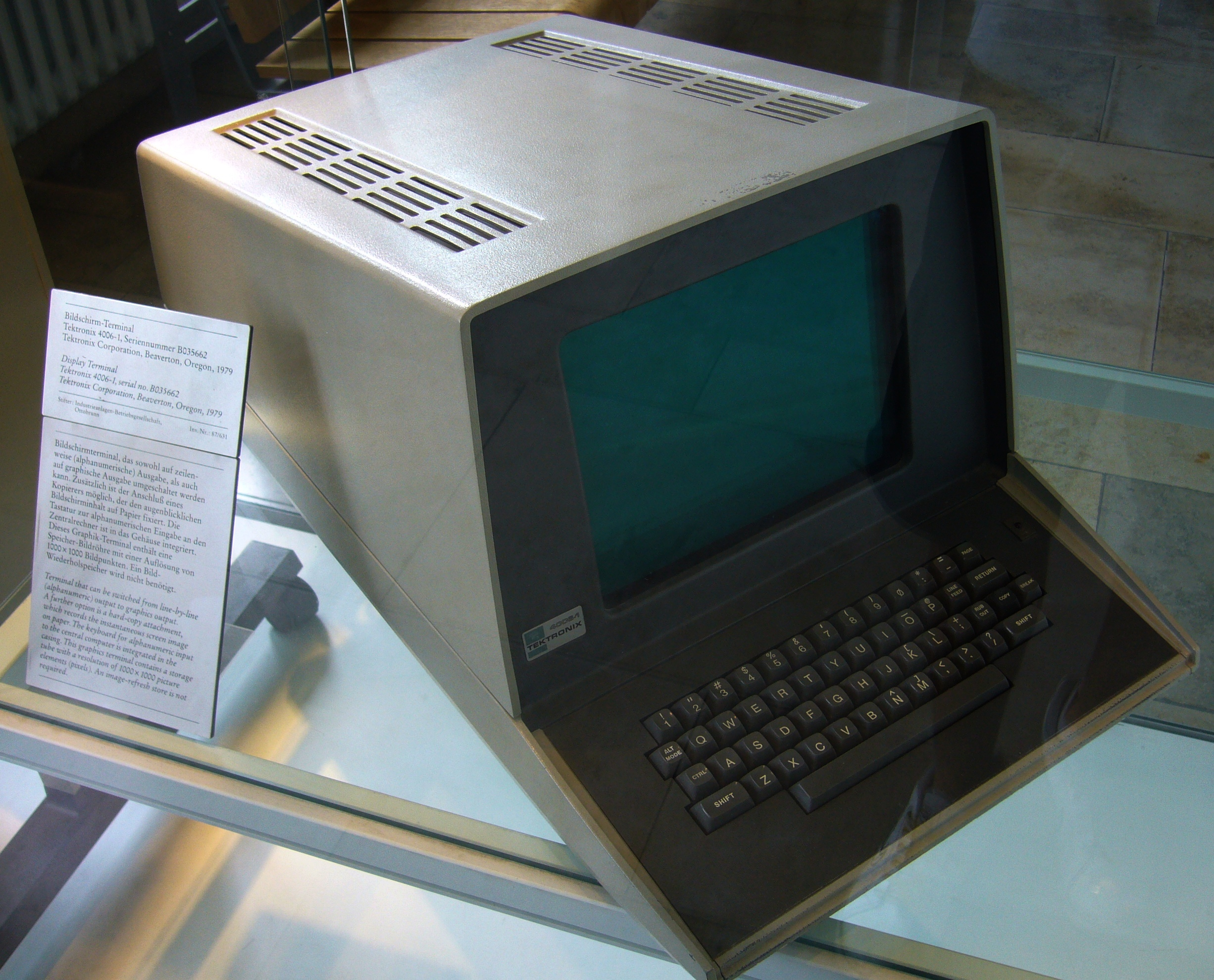
Computerbeeldscherm 4006 (in het Deutsches Museum)

Gedreven door toenemende concurrentie werden nieuwe producten uitgebracht. In de vroege jaren 1970 werd gewerkt aan o.a. grafische beeldschermterminals en kleurenprinters. De terminals hadden succes (o.a. door de opkomst van computer-aided design) en kwamen in omzet op de tweede plaats in het bedrijf.
De eerste terminals waren echter erg duur en technisch te ingewikkeld. Onder Earl Wantland, die later Vollum als president opvolgde, werden ze herontworpen zodat ze op konden tegen de concurrentie; de prijs daalde met 60 procent tot ca. 4000 dollar. In 1975 had Tektronix een marktaandeel van 50%, goed voor een jaaromzet van 50 miljoen dollar, 15 procent de totale omzet.
In de jaren 1970 werd een technologie ontwikkeld waarmee ook eenmalige signalen konden worden bekeken: beelden op een beeldscherm bleven tot 15 minuten zichtbaar, in plaats van een fractie van een seconde. Dit was een enorm voordeel voor oscilloscopen. De techniek werd ook toegepast in grafische beeldschermen, o.a. de types 4013 en 4015.
In 1972 werd "Tek Labs" opgericht. Het doel was innovatief onderzoek, vooral op het terrein van geïntegreerde schakelingen, solid-state-apparatuur en beeldbuizen. Op het hoogtepunt werkten er meer dan 400 mensen. Er was echter een grote afstand tot de productdivisies, zodat het onderzoek onvoldoende tot commerciële resultaten leidde. Als gevolg daarvan werd Tek Labs gesloten in het midden van de jaren 1990.
In 1974 werd de Grass Valley Group gekocht, een bedrijf dat elektronica maakte voor speciale effecten voor televisie.
In 1978 verkocht Tektronix meer dan 700 producten; oscilloscopen stonden nog steeds centraal, maar veel minder sterk dan voorheen. Tektronix had vele nieuwe markten betreden. Er werd ook test- en meetapparatuur gemaakt, grafische computerterminals, kleurenprinters en video- en netwerkapparatuur. De groei ging door: het aantal medewerkers bleef stijgen: van 12907 in 1976 tot 21291 in 1979. Begin jaren 1980 had het bedrijf 24028 mensen in dienst, het hoogste aantal uit de hele bedrijfsgeschiedenis. Daarvan werkten er ruim 15000 bij de hoofdvestiging. In 1981 kwam de omzet boven 1 miljard dollar.
Het bedrijf schakelde maar langzaam om van analoge testapparatuur naar digitale. Het liep achter bij Japanse bedrijven die eerder waren met draagbare oscilloscopen. Men was ook drie jaar te laat met introduceren van kleurenterminals, waardoor het marktaandeel terugliep (van 51 procent in 1979 tot 26 procent in 1983). De concurrentie maakte volledig geïntegreerde werkstations voor computer-aided engineering die de producten van Tektronix verdrongen. Ook liet het bedrijf kansen lopen om computerbedrijven op te kopen, bv. Digital Equipment Corporation.
In de jaren tot 1984 waren de inkomsten met 40 procent gedaald. Er vielen meer ontslagen, en meerdere mensen vertrokken en richtten concurrerende bedrijven op zoals Mentor Graphics en Northwest Instruments.
Tussen midden jaren 1940 en eind jaren 1970 werd in totaal een dozijn bedrijven opgericht door werknemers van Tektronix, waaronder Floating Point Systems, Chemtrix, Rogers Organs, Exact Eletronics, en Analog Devices.
Men kocht in 1985 CAE Systems Inc.. In april dat jaar bracht Tektronix haar eerste CAE-werkstation op de markt. Vier maanden al later schakelde men om op softwareontwikkeling voor andere fabrikanten. Ook dat liep spaak. In 1988 werd CAE voor vijf miljoen dollar weer verkocht aan Mentor Graphics. De verliezen van dit geheel worden geschat op 150 tot 225 miljoen dollar.

### 1986 - 2006
In de jaren 1980 verkleinde het bedrijf zijn eigen omvang. Het bedrijf had te veel divisies en was actief op te veel terreinen. Tussen 1985 en 1995 nam het aantal werknemers met de helft af. Er werden onderdelen afgestoten, waaronder de R&D-afdeling ("Tek Labs"), en voormalige werknemers richtten hun eigen bedrijven op. Dit leidde tot het ontstaan van Silicon Forest, een concentratie van hightechbedrijven rond Portland (Oregon).
De ontwikkelingen op het terrein van digitale signaalverwerking brachten nieuwe mogelijkheden voor oscilloscoopfabrikanten, waaronder de mogelijkheid om signalen op te slaan voor later gebruik, en voor verdere analyse met behulp van een ingebouwde computer. Medio jaren 1980 verving Tektronix zijn analoge oscilloscopen door digitale, waaronder de 11000- en TDS-reeksen. In deze periode breidde Tektronix het productgamma uit met logic analyzers, signaalgeneratoren etc.
In 1986 overleed Vollum bij een vliegtuigongeluk.
In 1987 bracht Hewlett-Packard een oscilloscoop uit die goedkoper was dan die van Tektronix.
In 1988 werd voor het eerst verlies geboekt: 16,7 miljoen dollar. David Friedley volgde Wantland op als president. Het bedrijf trok zich terug uit verliesgevende activiteiten en er werden in twee jaar 2500 banen geschrapt. Het was niet genoeg. In 1989 werd weer een beetje winst gemaakt, door kostenreducties en een nieuwe lijn van kleurenprinters. Begin 1990 werd weer verlies gedraaid en de aandelenkoers zakte flink. Friedley werd weer aan de kant gezet.
Robert Lundeen, die het bedrijf ad interim leidde gedurende zes maanden, schrapte opnieuw 1300 banen, en ook werden 1200 werknemers overgeplaatst van Vancouver (Washington) naar Oregon.
Eind 1991 had het bedrijf nog 12000 werknemers.
In oktober 1990 werd Jerry Meyer aangesteld. Hij had eerder gewerkt bij Sperry Univac en Honeywell. In 1991 stelde CEO Jerry Meyer nieuwe doelen voor het bedrijf; hij besloot tot herstructurering. De nadruk kwam te liggen op belangrijkste producten (waaronder uiteraard oscilloscopen) en er werden bedrijfsonderdelen afgestoten die niet winstgevend waren, of die geen kans maakten om marktleider te worden. Daaronder de productie van printplaten (die werd verzelfstandigd als Merix Corporation), de video- en netwerkdivisie, en de printerdivisie die in 2000 werd overgedaan aan Xerox.
Een resultaat was dat in Silicon Forest een groot aantal spin-off-bedrijven werd gevestigd. Tussen 1980 en 2000 was het aantal spin-off-bedrijven van Tektronix flink hoger dan in de periode daarvoor, namelijk 48, waaronder Mentor Graphics, Planar Systems, TriQuint Semiconductors, Audio Precision, Maxim Integrated Products (de IC-fabriek van Tektronix werd door Maxim overgenomen) en Digimarc. Dit werd mede veroorzaakt door de steun die het bedrijf gaf aan nieuwe bedrijven via de Tektronix Development Corporation. Daarmee hoopte het bedrijf banden te onderhouden met succesvolle ex-werknemers.
In de vroege jaren 1990 knabbelden concurrenten aan het marktaandeel voor oscilloscopen. In 1992 boekte Tektronix de laagste verkoopcijfers in negen jaar: 2,3 miljard dollar. Het marktaandeel van het bedrijf was toen 57 procent.
Een groep investeerders geleid door George Soros kocht in 1992 13,9 procent van de aandelen. De groep uitte kritiek op Meyer. Tektronix benoemde Delbert Yocam tot president. Meyer bleef CEO. Yocam reorganiseerde het bedrijf tot vijf onafhankelijke divisies: test- en meetproducten, televisieproducten, televisieproductie- en distributieproducten en -systemen, grafische producten, en netwerkproducten. Het doel was beter te kunnen inspelen op groeimarkten, en sneller te reageren op klantwensen en -problemen.
Midden jaren 1990 werd afscheid genomen van de beeldbuizen en werden alleen nog lcd-schermen gebruikt; op de duurdere modellen ook in kleur.
Eind jaren 1990 werd HP ook een sterkere concurrent op het gebied van logic analyzers, met een marktaandeel van 70-75%.
De digitale oscilloscopen maken gebruik van kleurenbeeldschermen, digitaal geheugen en complexe signaalbewerking.
Ook wordt gebruikgemaakt van pc's waarop oscilloscoopsoftware draait ten behoeve van het onderwijs.
Met behulp van elektronica voor digitalisering ("digitizers") kunnen pc's ook worden gebruikt als oscilloscopen.
In 1993 werd een samenwerkingsverband aangegaan met het Duitse bedrijf Rohde & Schwarz.
In 2002 werd Tektronix volledig eigenaar van Sony/Tektronix.
In 2003 werkten er 4200 mensen, waarvan 2478 in Portland, in 2005 had het bedrijf wereldwijd ca. 4500 mensen in dienst.

### 2007 en later
In 2007 werd Tektronix voor een bedrag van 2,8 miljard dollar gekocht door de Danaher Corporation. Tot die tijd had het bedrijf een notering aan de beurs van New York, onder het symbool TEK. Bij de overname werd de divisie "Communications Business" afgesplitst tot een zelfstandige eenheid binnen Danaher onder de naam "Tektronix Communications".